# Andrena lillooetensis
Andrena lillooetensis là một loài Hymenoptera trong họ Andrenidae. Loài này được Viereck mô tả khoa học năm 1924.